# Krishnarayapuram
Krishnarayapuram (o Krishnarajapuram) è una suddivisione dell'India, classificata come town panchayat, di 10.526 abitanti, situata nel distretto di Karur, nello stato federato del Tamil Nadu. In base al numero di abitanti la città rientra nella classe IV (da 10.000 a 19.999 persone).

## Geografia fisica
La città è situata a 10° 56' 40 N e 78° 16' 45 E.

## Società

### Evoluzione demografica
Al censimento del 2001 la popolazione di Krishnarayapuram assommava a 10.526 persone, delle quali 5.222 maschi e 5.304 femmine. I bambini di età inferiore o uguale ai sei anni assommavano a 1.293, dei quali 704 maschi e 589 femmine. Infine, coloro che erano in grado di saper almeno leggere e scrivere erano 6.402, dei quali 3.533 maschi e 2.869 femmine.